# Ole Sørensen (håndboldspiller)
 For alternative betydninger, se Ole Sørensen. (Se også artikler, som begynder med Ole Sørensen)
Ole Sørensen (født 4. december 1972 i Aarhus) er en dansk håndboldspiller, der spiller for Århus Håndbold i Håndboldligaen.